# Oestranthrax speierianus
Oestranthrax speierianus är en tvåvingeart som beskrevs av Mario Bezzi 1923. Oestranthrax speierianus ingår i släktet Oestranthrax och familjen svävflugor.
Artens utbredningsområde är Kenya. Inga underarter finns listade i Catalogue of Life.